# Gekamde stierkophaai
De gekamde stierkophaai (Heterodontus galeatus) is een vis uit de familie van stierkophaaien (Heterodontidae) en behoort derhalve tot de orde van varkenshaaien (Heterodontiformes). De vis kan een lengte bereiken van 152 centimeter.

## Leefomgeving
De gekamde stierkophaai is een zoutwatervis. De vis prefereert een subtropisch klimaat en leeft hoofdzakelijk in de Grote Oceaan op dieptes tussen 0 en 93 meter.

## Relatie tot de mens
De gekamde stierkophaai is voor de visserij van beperkt commercieel belang. In de hengelsport wordt er weinig op de vis gejaagd. Ook is deze haai niet ongevaarlijk voor de mens, het kan de mens verwonden.
Heterodontus francisci · Heterodontus galeatus · Heterodontus japonicus · Heterodontus mexicanus · Heterodontus omanensis · Heterodontus portusjacksoni · Heterodontus quoyi · Heterodontus ramalheira · Heterodontus zebra